# Fifth Dimension (The Byrds)
| Recensione     | Giudizio           |
| -------------- | ------------------ |
| Allmusic       | [ 1 ]              |
| Ondarock       | 7/10 (consigliato) |
| Piero Scaruffi | 6.5/10             |

Fifth Dimension è il terzo album del gruppo folk rock statunitense The Byrds, pubblicato nel luglio del 1966 su etichetta Columbia Records.

## Il disco
La maggior parte del disco venne registrata dopo l'abbandono della band da parte del principale autore delle canzoni del gruppo, Gene Clark, che se ne andò nel febbraio 1966. Nel tentativo di compensare la perdita di Clark, Roger McGuinn e David Crosby unirono le proprie forze per incrementare le loro abilità compositive. Nonostante ciò, l'assenza di Clark ebbe come risultato l'inclusione nell'album di ben quattro cover e di un brano solo strumentale. Tuttavia, l'album è notevole per essere il primo disco dei Byrds a non contenere una reinterpretazione di una canzone di Bob Dylan, il cui materiale era stato in precedenza alla base del repertorio del gruppo.
L'album raggiunse la posizione numero 24 nella classifica Billboard Top LPs negli Stati Uniti, e la numero 27 in Gran Bretagna. Due brani pubblicati come singoli anticipatori dell'album, Eight Miles High (n. 14 USA) e 5D (Fifth Dimension) (n. 44 USA), furono inclusi nel disco. Un terzo singolo estratto dall'album, la canzone Mr. Spaceman, entrò nella Top 40 americana piazzandosi alla trentaseiesima posizione. Alla sua pubblicazione, Fifth Dimension venne lodato dalla critica come l'album più sperimentale della band fino ad allora, ed è oggi considerato un disco influente per la nascita del rock psichedelico.

### Origine e storia
Il 22 dicembre 1965, poco tempo dopo la pubblicazione del loro secondo album Turn! Turn! Turn!, i Byrds entrarono agli RCA Studios di Los Angeles per registrare Eight Miles High e Why, due nuove canzoni che avevano recentemente composto. Entrambi i brani rappresentavano un forte passo avanti in fatto di creatività per la band, e furono fondamentali nello sviluppo del nascente stile musicale psichedelico e raga rock. Tuttavia, il gruppo ebbe dei problemi con la propria casa discografica, la Columbia Records, che si rifiutava di pubblicare le canzoni perché non erano state incise in uno studio di loro proprietà. Come risultato, la band fu costretta a ri-registrare entrambi i pezzi ai Columbia Studios di Hollywood, e furono queste le versioni poi pubblicate.
Dopo la reincisione di Eight Miles High del gennaio 1966 e poco prima della pubblicazione su singolo della canzone nel marzo seguente, Gene Clark, l'autore principale della band, lasciò il gruppo. All'epoca, la versione ufficiale sulla dipartita di Clark era che la sua paura di volare, impedendogli di prendere l'aereo, non gli avrebbe consentito di tenere fede agli obblighi contrattuali della band. Tuttavia, ci furono anche altri fattori concomitanti a causare la sua fuoriuscita dai Byrds, non ultimo il risentimento provato nei suoi confronti dai compagni di band a causa del suo talento come compositore che attirava troppo le luci dei riflettori su di lui. Anche se Eight Miles High contiene ancora il pieno contributo di Clark, le restanti dieci tracce di Fifth Dimension furono registrate senza di lui, ad eccezione di un cameo nella canzone Captain Soul.

### Musica
Il brano più celebre dell'album (ed uno dei più conosciuti dell'intero repertorio dei Byrds) è sicuramente l'hit single Eight Miles High, una delle prime incursioni del gruppo nella psichedelia. Musicalmente, la canzone è una fusione delle influenze del jazz di John Coltrane e della musica indiana tradizionale di Ravi Shankar. Scritta principalmente da Gene Clark nel novembre 1965, mentre i Byrds erano in tournée negli Stati Uniti, la traccia è pionieristica nel trasporre il folk rock verso una nuova forma musicale definita rock psichedelico e raga rock. A dispetto delle sue qualità innovative, tuttavia, molte stazioni radio americane misero al bando la canzone decidendo di non trasmetterla, credendo che il titolo del brano fosse un velato riferimento ai voli lisergici (in italiano il titolo è traducibile con l'espressione "Otto miglia in alto" che poteva essere fraintesa come la descrizione di un "viaggio" sotto l'effetto di LSD). In realtà, secondo i membri del gruppo, il testo del brano non sarebbe un riferimento alle droghe, ma la descrizione approssimativa di un volo in aereo fatto dalla band durante il loro primo viaggio a Londra nel 1965, e il titolo si riferirebbe semplicemente all'altitudine raggiunta dall'aereo in volo e alle sensazioni ad essa connesse.
Il disco include anche le composizioni di McGuinn 5D (Fifth Dimension) e Mr. Spaceman, quest'ultima una canzone dai toni country rock contenente una riflessione semi-seria sull'esistenza di forme di vita extraterrestri. McGuinn in particolare era seriamente convinto che se la traccia fosse stata ripetutamente suonata alla radio ci sarebbero state buone possibilità che qualche alieno intercettasse la comunicazione e potesse stabilire un contatto con l'umanità. Comunque, negli anni seguenti McGuinn si rese conto che ciò sarebbe stato impossibile in quanto le onde radio si disperdono troppo velocemente nello spazio. 5D (Fifth Dimension), era un tentativo astratto di spiegare la teoria della relatività di Albert Einstein, frainteso da molti come un'altra canzone sull'LSD. Nello specifico, la rivista Variety bollò 5D (Fifth Dimension) poco dopo la sua uscita come singolo, affermando che si trattava di una delle recenti canzoni pop con velate allusioni alla droga contenute in essa. Come risultato molte stazioni radio si rifiutarono di mandare in onda la canzone.
McGuinn firmò anche la traccia conclusiva dell'album, 2-4-2 Fox Trot (The Lear Jet Song), che era un tentativo di ricreare l'impressione di un viaggio a bordo di un aereo a reazione. Il brano venne ispirato dall'amicizia dei membri della band con il costruttore di aerei John Lear e il titolo si riferisce proprio al numero di matricola del jet personale di Lear, che era N242FT. La traccia contiene un diffuso utilizzo di effetti sonori di volo. Anche se a posteriori il brano può essere considerato un semplice riempitivo, Crosby e McGuinn prendevano molto seriamente la canzone, ritenendola un esperimento innovativo nell'uso degli effetti di studio.
Una delle composizioni di Crosby, What's Happening?!?!, diede il via al suo stile di scrittura astratto con domande senza risposta nel testo delle canzoni, stile che proseguì nella carriera successiva del musicista con i Crosby, Stills, Nash & Young e come artista solista. Come anche Eight Miles High, la traccia esibisce una forte influenza da parte della musica classica indiana. What's Happening?!?! è infine notevole per essere stata la prima canzone scritta dal solo Crosby ad essere inclusa in un album dei Byrds.
Sia Crosby che McGuinn collaborarono alla jazzata I See You, un altro esempio di liriche astratte accoppiate con assoli di chitarra psichedelici "al profumo d'incenso". L'album contiene anche lo strumentale Captain Soul, brano accreditato a tutti e quattro i membri del gruppo che nacque in studio da una jam session, e che contiene il sopracitato cameo di Gene Clark all'armonica a bocca.
Le cover presenti in Fifth Dimension includono la canzone di Billy Roberts Hey Joe (Where You Gonna Go), che sarebbe stata a breve resa famosissima da Jimi Hendrix, I Come and Stand at Every Door, probabilmente il brano più macabro mai registrato dai Byrds. Il testo della canzone, adattato da una poesia di Nâzım Hikmet, racconta la storia di un bambino di sette anni che viene ucciso dall'esplosione della bomba atomica di Hiroshima. Le due canzoni folk tradizionali John Riley e Wild Mountain Thyme, furono entrambe fatte conoscere alla band da McGuinn, che le aveva imparate a sua volta da Joan Baez e Pete Seeger rispettivamente.

## Tracce
Lato 1
1. 5D (Fifth Dimension) - 2:33 - (McGuinn)
2. Wild Mountain Thyme - 2:30 - (tradizionale, arrangiamento di McGuinn/Hillman/Clarke/Crosby)
3. Mr. Spaceman - 2:09 - (McGuinn)
4. I See You - 2:38 - (McGuinn/Crosby)
5. What's Happening?!?! - 2:35 - (Crosby)
6. I Come and Stand at Every Door - 3:03 - (Nazım Hikmet)

Lato 2
1. Eight Miles High - 3:34 - (Clark/McGuinn/Crosby)
2. Hey Joe (Where You Gonna Go) - 2:17 - (Billy Roberts)
3. Captain Soul - 2:53 - (McGuinn/Hillman/Clarke/Crosby)
4. John Riley - 2:57 - (Bob Gibson/Ricky Neff)
5. 2-4-2 Fox Trot (The Lear Jet Song) - 2:12 - (McGuinn)

### Bonus tracks (ristampa CD 1996)
1. Why - 2:59 - (McGuinn/Crosby)
2. I Know My Rider (I Know You Rider) - 2:43 - (tradizionale, arrangiamento di McGuinn/Clark/Crosby)
3. Psychodrama City - 3:23 - (Crosby)
4. Eight Miles High - 3:19 - (Clark/McGuinn/Crosby)
5. Why - 2:40 - (McGuinn/Crosby)
6. John Riley - 16:53 - (Gibson/Neff)

## Formazione
The Byrds
- Roger McGuinn - chitarra solista, voce
- David Crosby - chitarra, voce
- Chris Hillman - basso, voce
- Michael Clarke - batteria

Musicisti aggiuntivi
- Gene Clark - tamburello, armonica a bocca, voce (tracce 7, 9, bonus tracks 12, 15, 16)
- Van Dyke Parks - organo (traccia 1)
- Allen Stanton - arrangiamento sezione archi  (tracce 2, 10)